# Сорочино (Запорожская область)
Сорочино (укр. Сорочине) — село,
Трудовый сельский совет,
Новониколаевский район,
Запорожская область,
Украина.
Код КОАТУУ — 2323687205. Население по переписи 2001 года составляло 130 человек.

## Географическое положение
Село Сорочино находится на расстоянии в 2,5 км от посёлка Трудовое.

## История
- 1884 год — дата основания как село Егенталь.
- В 1887 году переименовано в село Сорочино.